# Kono-Hana (Pépin)
Kono-Hana est une œuvre de musique de chambre de la compositrice française Camille Pépin, écrite en 2016.

## Contexte et création
Camille Pépin écrit Kono-Hana pour violoncelle pour répondre à une commande de l'Association Française du violoncelle. L'œuvre, inspiré de la déesse japonaise du cerisier, s'oppose à Indra, inspiré du dieu hindou de la guerre Indra. L'œuvre est jouée le 2 juin 2021 par Natacha Colmez-Collard.